# Die Höhle der Löwen/Staffel 13
Die dreizehnte Staffel der Unterhaltungsshow Die Höhle der Löwen wurde vom 3. April 2023 bis zum 29. Mai 2023 vom deutschen Free-TV-Sender VOX ausgestrahlt. Die Moderation wurde wieder von Ermias Habtu übernommen. Als „Löwen“ sind Carsten Maschmeyer, Ralf Dümmel, Judith Williams, Dagmar Wöhrl, Nils Glagau, Tillman Schulz und Janna Ensthaler dabei.

## Episoden
| Nr. (ges.) | Nr. (St.) | Teilnehmer                                                              | Premiere D    | Zuschauer |
| ---------- | --------- | ----------------------------------------------------------------------- | ------------- | --------- |
| 118        | 1         | Lockcard ✓, PlugVan ×, Mary Kwong ✓, cityscaper ×, Aquakallax ✓         | 3. Apr. 2023  | 1,88 Mio. |
| 119        | 2         | The Way Up ✓, Newma ×, Deckenblitz ✓, Tada Ramen ✓, Circleback ×        | 10. Apr. 2023 | 1,30 Mio. |
| 120        | 3         | Tinus ○, My Esel ×, Viva Maia ✓, Stack ✓, Kylies Cuppa ×                | 17. Apr. 2023 | 1,69 Mio. |
| 121        | 4         | Volummi ✓, Iceblock Putter ×, Articly ✓, Brilamo ✓, Wunschkapsel ×      | 24. Apr. 2023 | 1,77 Mio. |
| 122        | 5         | Interior Circle ○, Fruping ✓, Homb ×, Recoupling ○, eco-softfibre ×     | 1. Mai 2023   | 1,48 Mio. |
| 123        | 6         | ModulFix ✓, Headwave ×, eSelly ○, Foodwater ✓, Bearcover ×              | 8. Mai 2023   | 1,83 Mio. |
| 124        | 7         | Sauber Garten ×, MyGutachter ○, VeProsa ✓, Vole Light ×, O-Spring ✓     | 15. Mai 2023  | 1,65 Mio. |
| 125        | 8         | Frats ✓, Lovelstar ×, Lynes ✓, Häppysnäx ✓, Paleo Chair ×               | 22. Mai 2023  | 1,49 Mio. |
| 126        | 9         | sproutling ✓, kruut ×, Zebra Ice ✓, Hiddencontact ✓, Bildungsurlauber ○ | 29. Mai 2023  | 1,99 Mio. |

## Gründer und Unternehmen
Die erste Spalte mit der Überschrift # entspricht der Episodennummer der Staffel und der Reihenfolge des Auftritts in der Sendung. Bei der angegebenen Bewertung handelt es sich jeweils um die sogenannte Pre-Money-Bewertung, diese stellt die Bewertung eines Unternehmens vor einer Finanzierungsrunde dar.
| #   | Name                                                                 | Gründer                                                 | Bewertung   | Kapitalbedarf | Anteile | Investment               | Investor                                  |
| --- | -------------------------------------------------------------------- | ------------------------------------------------------- | ----------- | ------------- | ------- | ------------------------ | ----------------------------------------- |
| 1.1 | Lockcard Modulare Geldbörse                                          | Jonas Weber, Aaron Rau                                  | 1.133.333 € | 200.000 €     | 15 %    | 200.000 € für 25 % 1.1   | Carsten Maschmeyer, Ralf Dümmel           |
| 1.2 | PlugVan Einbaumodule für Kleintransporter                            | Jörg Kortmann, Florian Fey, Max Müller                  | 4.316.666 € | 350.500 €     | 7,5 %   | nein                     | nein                                      |
| 1.3 | Mary Kwong Fertig-Kochboxen für chinesisches Essen                   | Dennis und Mary-Ann Kwong                               | 2.700.000 € | 300.000 €     | 10 %    | 300.000 € für 30 %       | Dagmar Wöhrl, Nils Glagau, Tillman Schulz |
| 1.4 | cityscaper Projektvisualisierung mit Augmented Reality               | Robin Römer, Sebastian Witt                             | 2.160.000 € | 240.000 €     | 10 %    | nein                     | nein                                      |
| 1.5 | Aquakallax Platzsparender Hamburger Aquarium-Mattenfilter            | Dennis Vietze                                           | 850.000 €   | 150.000 €     | 15 %    | 150.000 € für 25 %       | Ralf Dümmel                               |
| 2.1 | The Way Up Upcycling-Produkte                                        | Lisa Mathieu                                            | 566.666 €   | 100.000 €     | 15 %    | 100.000 € für 26 %       | Ralf Dümmel, Janna Ensthaler              |
| 2.2 | Newma Wochenbett-Produkte                                            | Cornelia Dingendorf, Jaqueline Leuer-Hingsen            | 740.000 €   | 185.000 €     | 20 %    | nein                     | nein                                      |
| 2.3 | Deckenblitz Anstrichhilfe                                            | Simon und Robin Biener                                  | 149.203 €   | 50.000 €      | 25,1 %  | 50.000 € für 30 %        | Ralf Dümmel                               |
| 2.4 | Tada Ramen Fertig-Ramen                                              | Jessica und Matthias Bruckhoff                          | 480.000 €   | 120.000 €     | 20 %    | 120.000 € für 25 %       | Nils Glagau                               |
| 2.5 | Circleback Pfandsystem für Plastikverpackungen                       | Kimani Michalke, Brett Dickey                           | 6.900.000 € | 600.000 €     | 8 %     | nein                     | nein                                      |
| 3.1 | Tinus Kopfkissen mit integriertem Lautsprecher                       | Simon Greschl, Jacqueline Schaupp                       | 3.150.000 € | 350.000 €     | 10 %    | 350.000 € für 10 % 3.1   | Carsten Maschmayer, Ralf Dümmel           |
| 3.2 | My Esel Fahrräder und E-Bikes aus Holz                               | Christoph Fraundorfer, Heinz Mayrhofer 3.2              | 3.825.000 € | 675.000 €     | 15 %    | nein                     | nein                                      |
| 3.3 | Viva Maia Mexikanische Naturkosmetik                                 | Herbert Hellemann, Verena Bonath                        | 600.000 €   | 150.000 €     | 20 %    | 150.000 € für 20 %       | Nils Glagau                               |
| 3.4 | Stack Portabler Kompaktgrill                                         | Raphael Seiler                                          | 320.000 €   | 80.000 €      | 20 %    | 80.000 € für 30 %        | Ralf Dümmel                               |
| 3.5 | Kylies Cuppa Bubble Tea zum Selbermischen                            | Hannah Scheuren, Hannes Ftuni                           | 1.333.333 € | 200.000 €     | 15 %    | nein                     | nein                                      |
| 4.1 | Volummi Haargummi mit Knopfverschluss                                | Marcel und Nadine Stiller                               | 765.000 €   | 135.000 €     | 15 %    | 200.000 € für 20 %       | Judith Williams, Tillman Schulz           |
| 4.2 | Iceblock Putter Putter aus Acrylglas                                 | Daniel F. à Wengen, Monika Küsel                        | 850.000 €   | 150.000 €     | 15 %    | nein                     | nein                                      |
| 4.3 | Articly Vertonte Zeitungs- und Magazinartikel                        | Wolf Weimer                                             | 280.000 €   | 70.000 €      | 20 %    | 70.000 € für 20 %        | Carsten Maschmayer                        |
| 4.4 | Brilamo Glas-Polierstab                                              | Linda Koller                                            | 566.666 €   | 100.000 €     | 15 %    | 100.000 € für 25 %       | Ralf Dümmel                               |
| 4.5 | Wunschkapsel Individualisierte Nahrungsergänzungsmittel              | Lars Meyer                                              | 1.800.000 € | 200.000 €     | 10 %    | nein                     | nein                                      |
| 5.1 | Interior Circle Shopping-Plattform für Gebrauchtmöbel                | Chanté Nöhlen                                           | 800.000 €   | 200.000 €     | 20 %    | 200.000 € für 40 % 5.1   | Carsten Maschmayer, Dagmar Wöhrl          |
| 5.2 | Fruping Gewürzmischungen für Obst                                    | Florian Hornig, Marcel Büttner                          | 280.000 €   | 70.000 €      | 20 %    | 70.000 € für 30 %        | Ralf Dümmel                               |
| 5.3 | Homb Kindertragerucksack                                             | Nina Sommer, Stefanie Fischer                           | 600.000 €   | 200.000 €     | 20 %    | nein                     | nein                                      |
| 5.4 | Recoupling App für Beziehungspflege                                  | Johanna Lubig, Tom Haubner, Jaane Henning               | 1.350.000 € | 150.000 €     | 10 %    | 150.000 € für 15 %       | Nils Glagau                               |
| 5.5 | eco-softfibre Weichschaumstoff aus Lederfalzspänen                   | Bernd und Christian Wacker                              | 4.500.000 € | 500.000 €     | 10 %    | nein                     | nein                                      |
| 6.1 | ModulFix Modulares Spanngummi-System                                 | Martin und Michael Kopp                                 | 400.000 €   | 100.000 €     | 20 %    | 100.000 € für 25 %       | Ralf Dümmel                               |
| 6.2 | Headwave Soundsystem für Motorradhelme                               | Sophie Willborn                                         | 2.625.000 € | 375.000 €     | 12,5 %  | nein                     | nein                                      |
| 6.3 | eSelly Verkaufsplattform mit Social-Media-Elementen                  | Olaf Zimmer                                             | 1.000.000 € | 250.000 €     | 20 %    | 250.000 € für 30 %       | Janna Ensthaler                           |
| 6.4 | Foodwater Gemüsebrühe zum Trinken                                    | Lars Hähling                                            | 175.000 €   | 75.000 €      | 30 %    | 75.000 € für 35 %        | Ralf Dümmel                               |
| 6.5 | Bearcover Roboter zur Unterstützung von Pflegekräften                | Ben Duffy, Fernando German Torales Chorne, Daniel Flynn | 5.400.000 € | 600.000 €     | 10 %    | nein                     | nein                                      |
| 7.1 | Sauber Garten Putzmittel zum Selberanrühren für Kinder               | Janine Wesener                                          | 300.000 €   | 75.000 €      | 20 %    | nein                     | nein                                      |
| 7.2 | MyGutachter Plattform zum Erstellen von Kfz-Schadensgutachten        | Leonard Scheidt, Burhan Epaydin                         | 600.000 €   | 150.000 €     | 20 %    | 150.000 € für 25,1 % 7.2 | Carsten Maschmeyer                        |
| 7.3 | VeProsa Vegane Proteinsaucen                                         | Dominik Kübler, Alissa Nönninger                        | 669.230 €   | 100.000 €     | 13 %    | 110.000 € für 13 %       | Ralf Dümmel                               |
| 7.4 | Vole Light Versenkbare Rasenbeleuchtung                              | Niko, Max und Joachim Wendel                            | 990.000 €   | 110.000 €     | 10 %    | nein                     | nein                                      |
| 7.5 | O-Spring Beutelhalter-System                                         | Michael Müller                                          | 200.000 €   | 50.000 €      | 20 %    | 50.000 € für 30 %        | Ralf Dümmel                               |
| 8.1 | Frats Selbstkühlender Mehrwegbecher                                  | Raul Seidenfuss, Frederic Redmann, Felix Kruse          | 373.008 €   | 125.000 €     | 25,1 %  | 125.000 € für 30 %       | Ralf Dümmel, Carsten Maschmeyer           |
| 8.2 | Lovelstar LED-Beleuchtungssystem für Steigbügel                      | Patrick Pauliner, Veronika Hajek, Michael Schuhböck     | 850.000 €   | 150.000 €     | 15 %    | nein                     | nein                                      |
| 8.3 | Lynes ÖPNV-Bonuspunkteprogramm                                       | Tobias und Sven Hubbes                                  | 720.000 €   | 180.000 €     | 20 %    | 180.000 € für 25 %       | Nils Glagau                               |
| 8.4 | Häppysnäx Trockenobst                                                | Marina Herter                                           | 300.000 €   | 100.000 €     | 25 %    | 100.000 € für 30 %       | Tillman Schulz, Dagmar Wöhrl              |
| 8.5 | Paleo Chair Rückenunterstützende Sitzmöbel                           | Raphael Schneider, Toni Hackmann                        | 900.000 €   | 100.000 €     | 10 %    | nein                     | nein                                      |
| 9.1 | sproutling Atmungsaktive Baby-Matratze                               | Meltem Aktürk                                           | 700.000 €   | 100.000 €     | 12,5 %  | 100.000 € für 25 %       | Ralf Dümmel                               |
| 9.2 | kruut Wildkräuter-Elixiere                                           | Thorben Stieler, Annika Krause                          | 3.600.000 € | 400.000 €     | 10 %    | nein                     | nein                                      |
| 9.3 | Zebra Ice Fruchtpüree-Eis                                            | Ramtin Randjbar                                         | 900.000 €   | 100.000 €     | 10 %    | 100.000 € für 20 %       | Ralf Dümmel                               |
| 9.4 | Hiddencontact QR-Code-Lösung für Kontaktaufnahme mit Fahrzeughaltern | Marius Walk, Jari Klose                                 | 400.000 €   | 100.000 €     | 20 %    | nein                     | nein                                      |
| 9.5 | Bildungsurlauber Vermittlungsplattform für Bildungsurlaub            | Anian Schmitt, Lara Körber                              | 1.350.000 € | 150.000 €     | 10 %    | 150.000 € für 18 % 9.5   | Carsten Maschmeyer, Janna Ensthaler       |

## Einschaltquoten
| Folge | Datum         | Zuschauer        | Zuschauer     | Marktanteil      | Marktanteil   | Quelle |
| Folge | Datum         | Durchschnittlich | 14 – 49 Jahre | Durchschnittlich | 14 – 49 Jahre | Quelle |
| ----- | ------------- | ---------------- | ------------- | ---------------- | ------------- | ------ |
| 1     | 3. Apr. 2023  | 1,88 Mio.        | 0,84 Mio.     | 7,3 %            | 15,0 %        | [ 7 ]  |
| 2     | 10. Apr. 2023 | 1,30 Mio.        | 0,51 Mio.     | 4,9 %            | 8,3 %         | [ 8 ]  |
| 3     | 17. Apr. 2023 | 1,69 Mio.        | 0,65 Mio.     | 7,0 %            | 12,1 %        | [ 9 ]  |
| 4     | 24. Apr. 2023 | 1,77 Mio.        | 0,65 Mio.     | 7,4 %            | 12,4 %        | [ 10 ] |
| 5     | 1. Mai 2023   | 1,48 Mio.        | 0,65 Mio.     | 6,0 %            | 12,0 %        | [ 11 ] |
| 6     | 8. Mai 2023   | 1,83 Mio.        | 0,77 Mio.     | 7,6 %            | 14,9 %        | [ 12 ] |
| 7     | 15. Mai 2023  | 1,65 Mio.        | 0,75 Mio.     | 6,8 %            | 14,4 %        | [ 13 ] |
| 8     | 22. Mai 2023  | 1,49 Mio.        | 0,59 Mio.     | 6,5 %            | 12,1 %        | [ 14 ] |
| 9     | 29. Mai 2023  | 1,99 Mio.        | 0,89 Mio.     | 7,6 %            | 15,4 %        | [ 15 ] |